# Osud
Osud, JW I/5 (en català El destí), és una òpera en tres actes de Leoš Janáček sobre un llibret en txec del mateix compositor i de Fedora Bartošová. Janáček va iniciar la composició l'any 1903 i la va concloure l'any 1907. És la quarta òpera del compositor i juntament amb la seva darrera, De la casa dels morts, va ser l'única no representada en vida del compositor. Es va poder escoltar per primera vegada l'any 1934 a la Ràdio de Brno, i no va ser estrenada sobre un escenari fins a l'any 1958 al Teatre Mahen de Brno, dirigida per František Jílek.
Janáček va començar l'obra el 1903 i la va acabar el 1907. La inspiració per a l'òpera va venir d'una visita de Janáček a l'estiu de 1903, després de la mort de la seva filla Olga, al balneari de Luhačovice. Allà, Janáček va conèixer Kamila Urválková, que havia estat objecte d'una òpera de Ludvík Čelanský, Kamila, on va sentir que Čelanský havia representat falsament la seva personalitat. Després de saber que Janáček era un compositor, Urválková va persuadir Janáček d'escriure una altra òpera per contrarestar el retrat que Čelanský feia d'ella.
Janáček va presentar l'òpera al Teatre de Brno el 1906 i al Teatre Vinohrady de Praga el 1907, però ambdós teatres van rebutjar la partitura. La partitura es va mantenir al teatre Vinohrady fins i tot després que Janáček amenacés amb demanda contra el teatre i després que el teatre de Brno fes ofertes d'una possible producció.

## Representacions
Osud es va donar en concert a Brno els anys 1934, 1948 i 1954, tots dirigits per Břetislav Bakala. La primera posada en escena va ser l'any 1958 a Brno, dirigida per František Jílek, com a part d'un cicle complet d'òperes al Festival Janáček de 1958, en commemoració del 30è aniversari de la mort de Janáček. Tanmateix, l'estructura de la trama es va alterar de l'original per donar a la història un format de "salt enrere", on la història comença amb l'acte 3 i interpola l'acte 1 i l'acte 2 com a "salts enrere", abans de tornar per acabar l'acte 3. Un dia després de l'estrena a l'escenari de Brno, a l'Òpera de Stuttgart es va produir una versió on el llibret va ser considerablement revisat (per Kurt Honolka). Va ser en alemany, sota la batuta de Hans Schwieger i amb un repartiment on destacaven Fritz Wunderlich i una joveníssima Anja Silja, del qual ha quedat testimoni discogràfic.
A la Gran Bretanya va arribar en versió televisada per la BBC el 22 de gener de 1972, d'una representació que havia tingut lloc el 16 d'octubre de 1971 al Teatre de Camden de Londres. El 1983, Simon Rattle la va dirigir al Queen Elisabeth Hall. La primera posada en escena del Regne Unit va ser l'any 1984 a l'⁣English National Opera, produïda per David Pountney, en una traducció de Rodney Blumer, però amb l'estructura argumental original de Janáček intacta. La primera producció nord-americana va ser el juliol de 2003 al Bard Summerscape Festival. Els estudiosos han criticat les debilitats de la trama com la raó de la negligència de l'òpera.
Aprofitant el muntatge, Charles Mackerras, la duria al disc per a EMI (reeditat per Chandos), amb les veus de Philip Langridge i Helen Field. Als Estats Units va haver d'esperar fins al 2002, al Bard College Festival, amb decorats de Frank Gehry. De l'original txec se n'han fet dos enregistraments, a més de l'esmentat de Jílek, un més recent de Gerd Albrecht (Orfeo).

## Rols
| Rol                      | Tipus de veu | Repartiment d'estrena, primera posada en escena a Brno, 25 d'octubre de 1958 (Director: František Jílek) |
| ------------------------ | ------------ | --- |
| Míla Valková             | soprano      | Jindra Pokorná                                                                                           |
| Živný, un compositor     | tenor        | Jaroslav Ulrych                                                                                          |
| La mare de Míla          | soprano      | Jarmila Palivcová                                                                                        |
| Dr. Suda                 | tenor        | |
| Primera Dama             | soprano      | |
| Segona Dama              | soprano      | |
| vella eslovaca           | soprano      | |
| Esposa del regidor       | soprano      | |
| Lhotský, un pintor       | baríton      | |
| Konečný                  | baríton      | |
| Senyoreta Stuhlá, mestra | mezzosoprano | |
| Senyoreta Pacovská       | soprano      | |

## Enregistraments
- Supraphon SU 0045-2 611: Jarmila Palivcová, Jindřich Doubek, Jindřich Doubek, Daniela Suryová, Marie Steinerová, Vilém Přibyl, Josef Škrobánek, Vladimír Krejčík, Jiří Holešovský, Antonín Jurečka, Jiří Olejníček, Jaroslav Souček, Richard Novák, František Caban, Anna Barová, Jaroslava Janská, Jarmila Hladíková, Jindra Pokorná, Jarmila Krátká, Zdenka Kareninová, Milena Jílková, Magdaléna Hajóssyová, Magda Polášková; Brno Janáček Opera Orchestra and Chorus; František Jílek, director[10]
- Orfeo C 384 951 A: Peter Straka, Lívia Ághová, Marta Beňačková, Štefan Margita, Peter Mikuláš, Ivan Kusnjer, Ludmila Nováková-Vernerová, Martina Straková, Věra Přibylová, Lubomír Moravec, Richard Sporka, Lenka Kučerová, Vladimír Nacházel, Eva Zbytovská; Prague Chamber Choir, Chorus Masters Josef Pančík; Czech Philharmonic Orchestra, Gerd Albrecht, director (enregistrada en viu, 1995)
- Chandos CHAN3029 (en anglès): Helen Field, Philip Langridge, Kathryn Harries, Peter Bronder, Stuart Kale, Barry Mora, Christine Teare, Elizabeth Gaskell, Dorothy Hood, Catroina Bell, Mark Holland, Rebecca Moseley-Morgan, Samuel Linay, Michael Preston-Roberts, Yolande Jones, Cheryl Edwards, Mary Davies, Gaynor Keeble, Gareth Rhys-Davies, Philip Lloyd-Evans, Ralph Mason, Timothy German, Frances Manning; Welsh National Opera Orchestra and Chorus; Sir Charles Mackerras, director[11]